# Rolf Blättler
Rolf Blättler (* 24. Oktober 1942 in Uster; †  12. März 2024 in Minusio) war ein Schweizer Fussballspieler, dessen grösster Erfolg der Gewinn der Schweizer Meisterschaft mit dem FC Basel im Jahre 1972 war. Des Weiteren kam er in 28 Spielen für die Schweizer Fussballnationalmannschaft zum Einsatz und wurde dreimal Torschützenkönig der Nationalliga A.

## Vereine
1963 wechselte Rolf Blättler als Vertragsamateur vom Aargauer Verein FC Wettingen zum Grasshopper Club Zürich, für den er bis 1969 spielte und mit dem er in der Saison 1967/68 Schweizer Vizemeister wurde. Während seiner Zeit in Zürich gelang es ihm dreimal in Folge, Torschützenkönig der Nationalliga A zu werden. 1964/65 teilte er sich den Titel mit Pierre Kerkhoffs, beide hatten 19 Treffer erzielt. Als er 1965/66 Torschützenkönig wurde, standen 28 Tore für Blättler zu Buche, während es 1966/67, als er zusammen mit Fritz Künzli an der Spitze der Torjägerliste stand, 24 Tore waren. 1969 wechselte Blättler in das Tessin und schloss sich dort dem FC Lugano an, dessen Trikot er zwei Saisons trug. Sein grösster Erfolg in dieser Zeit war das Erreichen des Schweizer Cupfinals im Jahre 1971. Dort scheiterte Lugano allerdings am Servette FC Genève. Bei seiner nächsten Station, dem FC Basel, verlor er in der Saison 1971/72 zwar wiederum den Cupfinal, wurde in jener Spielzeit mit den Baslern allerdings Schweizer Meister. Blättler steuerte zur Meisterschaft der Rot-Blauen 7 Tore in 18 Spielen bei. Während der Saison 1972/73 wechselte der Offensivspieler in den Osten der Schweiz zum FC St. Gallen. In den fünf Spielzeiten, in denen er für St. Gallen aktiv war, bewegte sich der Verein meist im unteren Mittelfeld der Tabelle. Der grösste Erfolg in diesem Zeitraum war die Teilnahme am Final des Schweizer Cups in der Saison 1976/77. Dort zogen die Grün-Weissen gegen den BSC Young Boys knapp mit 0:1 den Kürzeren, und somit verbuchte Blättler den dritten verlorenen Cupfinal in seiner Vita. 1977 unterschrieb er beim FC Luzern, der unter Albert Sing den Wiederaufstieg in die Nationalliga A – Luzern war 1975 in die Nationalliga B abgestiegen – anstrebte. Dies gelang den Luzernern allerdings erst unter Sings Nachfolgern Paul Wolfisberg und Josef Vogel in der Saison 1978/79. Nach dem vollbrachten Aufstieg kehrte Blättler ins Tessin zurück und liess dort seine aktive Karriere als Spielertrainer beim FC Locarno ausklingen. Insgesamt bestritt Blättler 332 Spiele in der Nationalliga A und erzielte dabei 174 Treffer.

## Nationalmannschaft
Blättlers Arbeit als Trainer in Locarno blieb bei seinem ehemaligen Weggefährten Wolfisberg nicht unbemerkt. Als die Schweiz 1984 einen Trainer für die U-21-Nationalmannschaft suchte, trat Wolfisberg an Blättler heran und verpflichtete ihn als neuen Coach. Dieses Amt übte Blättler bis 1986 aus, ehe er von Kurt Linder beerbt wurde.
Aber auch als Spieler war Blättler für die Schweizer Nationalmannschaft aktiv. Sein Debüt gab der damals für die Grasshoppers spielende Blättler am 22. Oktober 1966 in einem Freundschaftsspiel in Brügge gegen Belgien. Schon das darauffolgende Jahr war das erfolgreichste des Angreifers in der «Nati». In sechs Einsätzen erzielte Blättler fünf Tore, davon jeweils zwei in den Qualifikationsspielen zur Europameisterschaft 1968 gegen Rumänien (in Zürich) und Zypern (in Lugano). Eine Teilnahme an grossen Turnieren blieb Blättler allerdings verwehrt, und so bleiben die 14 Einsätze in Qualifikationsspielen zu Europa- und Weltmeisterschaften seine einzigen Pflichtspiele für die Schweiz. Insgesamt bestritt er 28 Länderspiele für die «Nati», in denen er 12 Tore erzielte.